# Wonderful Crazy Night
"Wonderful Crazy Night" é o trigésimo terceiro álbum do cantor e compositor britânico Elton John, lançado em 5 de fevereiro de 2016. 

## Faixas
Músicas que compõem o álbum:
| N.º            | Título                  | Duração |  |
| 1.             | "Wonderful Crazy Night" | 3:14    |  |
| 2.             | "In The Name Of You"    | 4:34    |  |
| 3.             | "Claw Hammer"           | 4:23    |  |
| 4.             | "Blue Wonderful"        | 3:38    |  |
| 5.             | "I've Got 2 Wings"      | 4:35    |  |
| 6.             | "A Good Heart"          | 4:51    |  |
| 7.             | "Looking Up"            | 4:07    |  |
| 8.             | "Guilty Pleasure"       | 3:39    |  |
| 9.             | "Tambourine"            | 4:17    |  |
| 10.            | "The Open Chord"        | 4:04    |  |
| 11.            | "Free And Easy"         | 3:56    |  |
| 12.            | "England And America"   | 3:51    |  |
| Duração total: | Duração total:          | 49:01   |  |

## Recepção da crítica
Paul Sexton, do jornal britânico The Independet, classificou o disco como: "Wonderful Crazy Night tem um sabor infecciosamente espontâneo". 
David Fricke, da revista especializada Rolling Stone, anotou que: "há um ritmo e peso amadurecidos na música e nas performances vocais de John, que fazem desse disco um dos melhores por si só". 

## Publicações
| Ano  | Revista       | Categoria                  | Lugar | Ref.  |
| ---- | ------------- | -------------------------- | ----- | ----- |
| 2016 | Rolling Stone | 50 melhores álbuns de 2016 | 39    | [ 7 ] |

## Envolvidos
- Elton John: piano, vocal principal
- Kim Bullard: teclado
- Davey Johnstone: guitarra, harmonia de vocais
- Matt Bissonette: guitarra de base, harmonia de vocais
- Nigel Olsson: bateria, harmonia de vocais
- John Mahon: percussão, harmonia de vocais
- Ray Cooper: pandeiro
- Jim Thomson, Joe Sublett: saxofone
- Tom Peterson: saxofone
- John Grab, Nick Lane: trombone
- Allen Fogle, Dylan Hart: trompa
- Gabe Witcher: arranjos de buzina e condutor
- Ken Stacey: harmonia de vocais